# Joe Kuhel
Joseph Anthony Kuhel, ameriški upravnik in bejzbolist slovenskih korenin, * 25. junij 1906, † 26. februar 1984.
Kuhel je bil dolgoletni poklicni igralec prve baze in zunanjega polja ter upravnik v Glavni bejzbolski ligi. Med letoma 1930 in 1946 je igral za moštvi Washington Senators (današnje Minnesota Twins) in Chicago White Sox. Odbijal in metal je z levo roko. Po svoji igralski poti se je preizkusil še v upravništvu - med sezono 1948-49 je bil vodil svoje bivše moštvo iz Washingtona. 

## Poklicna pot
V svoji 18-letni karieri je Kuhel odbijal s povprečjem 0,277, odbil 131 domačih tekov in domov poslal 1049 tekov. Kot igralec je nastopil na skupno 2104 tekmah. 
V Ameriški ligi je Kuhel med 30. letimi 20. stoletja veljal za najboljšega obrambnega igralca prve baze, a je zaradi poškodb pogosto moral zapuščati igrišče, posledično pa je tudi imel težave z doslednostjo svoje igre. Ker je večino svojega časa igral v za odbijalce neprijaznem Griffith Stadiumu, je njegov izkupiček domačih tekov precej manjši, kot bi bil v stadionu manjšega obsega. 
Svojo igralsko pot v ligi MLB je pričel leta 1930 z moštvom Washington Senators. Leto kasneje je na položaju prve baze za nedoločen čas zamenjal Joea Judgea. Nastopil je na 139 tekmah, na katerih je odbijal s povprečjem 0,269, odbil osem domačih tekov in domov poslal 85 tekov. Leta 1933 se je moštvo iz Washingtona prebilo do Svetovne serije. Kuhel je k temu precej pripomogel: odbijal je s povprečjem 0,322, odbil 11 domačih tekov in domov poslal 107 tekov. Skupno je zbral kar 194 udarcev vpolje. Prav tako je na svojem položaju (prva baza) Ameriško ligo vodil v izločitvah.
Leto kasneje je po dobrem začetku (odbijalsko povrečje 0,289 in tri domači teki v 63 tekmah) utrpel zlom gležnja, zaradi katerega je moral izpustiti preostanek sezone. Do sezone 1935 je okreval in igral na 151 tekmah, a se je njegovo OP spustilo na 0,261, domov pa je poslal 74 tekov. Svojo najboljšo sezono v karieri je imel leto kasneje, ko je odbijal s povprečjem 0,321 in odbil 16 domačih tekov, postavil pa tudi več osebnih rekordov (42 udarcev v polje za dve bazi, 118 tekov, poslanih domov), ukradel je 15 baz, z udarci pa je bil izločen le 30-krat. Njegovo odlično sezono so nagradili tudi športni pisci: na glasovanju za Najkoristnejšega igralca Ameriške lige je končal na 6. mestu, na katerem je bil izenačen z Vernom Kennedyjem. Prehiteli so ga le Lou Gehrig, Luke Appling, Earl Averill, Charlie Gehringer in Bill Dickey, sam pa je pri glasovanju prehitel velika imena, kot so bili Joe DiMaggio, Tommy Bridges, Hal Trosky in Jimmie Foxx.  
Po svojem odličnem letu je v letu 1937 nekoliko nazadoval - odbijal je s povprečjem 0,283, a zbral manj domačih tekov in tekov, poslanih domov. Vse skupaj se je končalo z menjavo igralcev - pred sezono 1938 so ga v zameno za položajskega soigralca Zekea Bonuro poslali k moštvu Chicago White Sox. V manjšem Comiskey Parku je Kuhel odbil precej več domačih tekov - med letoma 1939 in 1941 je povprečno odbijal po 18 domačih tekov na leto, leta 1940 pa je izenačil Bonurov rekord ekipe z 27 domačimi teki. Po slabih sezonah 1942 (OP 0,249, štiri domači teki, 52 tekov, poslanih domov) in 1943 (0,213, pet domačih tekov, 46 tekov, poslanih domov) se je klub odrekel njegovim uslugam. 
Pred sezono 1944 se je Kuhel vrnil v Washington, kjer je v svojih dveh sezonah s klubom odbijal s povprečjem 0,282. Po povratku Mickeya Vernona iz bojišč 2. svetovne vojne ga je klub prodal ekipi Chicago White Sox, kjer se je po treh nastopih kot odbijalec s klopi igralsko upokojil. 
Leta 1948 se je vrnil v Washington, kjer je postal upravnik moštva. V dveh sezonah je njegovo moštvo zmagalo na 106 tekmah in izgubilo na 201, končalo pa na 7. in 8. mestu. Po odpustitvi je v Ameriški zvezi upravljal še moštvo Kansas City Blues.

## Smrt
Umrl je v Kansas Cityju v Kansasu pri starosti 77 let. Pokopan je na pokopališču Forest Hill Cemetery v Missourijskem delu mesta. 

## Opazni dosežki
- 24. maj 1933 - Na tekmi proti moštvu Detroit Tigers odbil edini udarec v polje (domači tek), ki ga je dovolil Tommy Bridges. Takrat je prvič v zgodovini lige metalec dovolil domači tek kot edini udarec v polje nasprotnikove ekipe na tekmi
- 1933- Vodil Ameriško ligo v obrambnih izločitvah igralca prve baze
- 22. avgust 1936 - Izenačil rekord Ameriške lige s tremi udarci v polje za tri baze na eni tekmi
- 1936 - Končal šesti v glasovanju za Najkoristnejšega igralca Ameriške lige
- 20. julij 1941 - Na zaporednih tekmah proti moštvu Philadelphia Athletics zabeležil 40 izločitev (17 v prvi, 23 v drugi), s čimer je presegel 35 let star rekord v obrambnih izločitvah igralca prve baze, ki ga je postavil Hal Chase
- 7. september 1945 - Na Griffith Stadiumu odbil domači tek znotraj igralnega polja. To je bil edini domači tek, ki ga je igralec Washingtona odbil tisto leto
- V svoji igralski poti odbil 2212 udarcev v polje, njegovo razmerje med prostimi prehodi na bazo in izločitvami z udarci pa je 1,6 (980:612)